# Fleetrade
Die Straße Fleetrade ist eine zentrale Erschließungsstraße in Bremen, Stadtteil Hemelingen, Ortsteil Hastedt. Sie führt überwiegend in West-Ost-Richtung von der Straße Auf der Hohwisch in der Östlichen Vorstadt bis zur  Malerstraße.
Die Querstraßen und Anschlussstraßen wurden benannt u. a.  als Auf der Hohwisch nach der Flurbezeichnung Hohe Wisch = hohe Wiese, Fährstraße als Weg zur Fähre, Hessenstraße nach dem Bundesland, Bei den Vier Linden 1919 nach dem Baugebiet des Bauunternehmens Gebrüder Greten, Deichbruchstraße in der Nähe eines Weserdeichbruchs von 1845, Inselstraße nach der Insel zwischen Suhrfeld und Kleinen Bulten, Osnabrücker Straße 1913 nach der Stadt, unbenannter Weg, Drakenburger Straße 1902 nach dem Ort, wo 1547 die auch für Bremen bedeutsame Schlacht bei Drakenburg stattfand, Wendeplatz Bremen Weserwehr und Malerstraße (unbekannt Namensherkunft); ansonsten siehe beim Link zu den Straßen.

## Geschichte

### Name
Die Fleetrade wurde benannt nach dem alten Fleet als Wasserlauf, wobei die niederdeutsche Silbe „Trade“ für Weg steht. Nach einer Bekanntmachung des Landherren vom Juni 1892 war zunächst „In der Fleethrade“ als Straßenname vorgesehen.

### Entwicklung
Die Fläche um die heutige Straße gehörte zum Dorf Hastedt und wurde bis zum 19. Jahrhundert als Viehweide genutzt, weil sie durch häufige Überflutungen stark versandet war. Erst der Bau des 1893 vollendeten Osterdeiches sicherte das Gebiet dauerhaft. Die Fleetrade wurde als mit Linden bestandene Allee angelegt und um 1898 bebaut. Sie endete an der Drakenburger Straße, dahinter begann der Schellenhof.
1939 wurde die Straßenbahn von der Hohwisch durch die Fleetrade bis zur neuen Endstelle Weserwehr verlängert. Dafür wurden alle Linden gefällt und die Straße von 6 auf 11 Meter verbreitert. Die Straße wurde bis zur heutigen Malerstraße verlängert, im neuen Bereich entstand eine provisorische Endstelle und es war Platz für eine Wendeschleife, die jedoch zunächst noch nicht gebaut wurde. Bereits 1938 war ein Radweg angelegt worden. Die dann doch gebaute Wendeschleife wurde 1976 zur Umsteigestelle Straßenbahn / Bus umgebaut und blieb seitdem unverändert.
Die letzte Umgestaltung der Fleetrade erfolgte um 2005. Die Gleise wurden auseinandergezogen, um breitere Straßenbahnen einsetzen zu können, zwischen schmale Parkbuchten wurden wieder Bäume gepflanzt.

### Verkehr
Die Straßenbahn Bremen durchfährt mit der Linie 3 (Gröpelingen – Weserwehr) die Straße.
Im Nahverkehr in Bremen tangieren die Buslinien 40 und 41 (Mahndorf ↔ Weserwehr) sowie 42 (Gewerbepark Hansalinie ↔ Weserwehr) die Straße an der Endhaltestelle und Wendeplatz der Linie 3.

## Gebäude und Anlagen

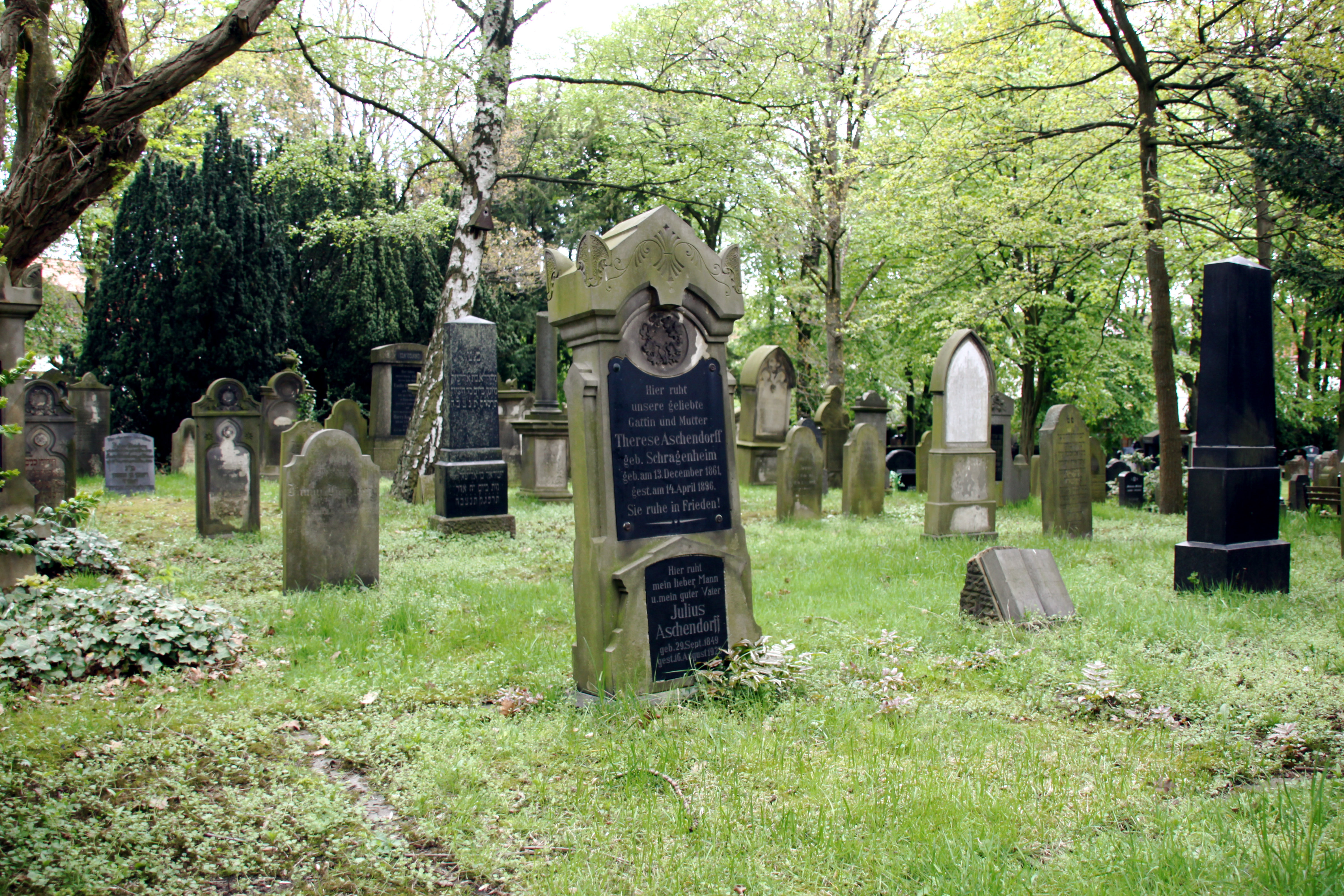
Jüdischer Friedhof Deichbruchstraße

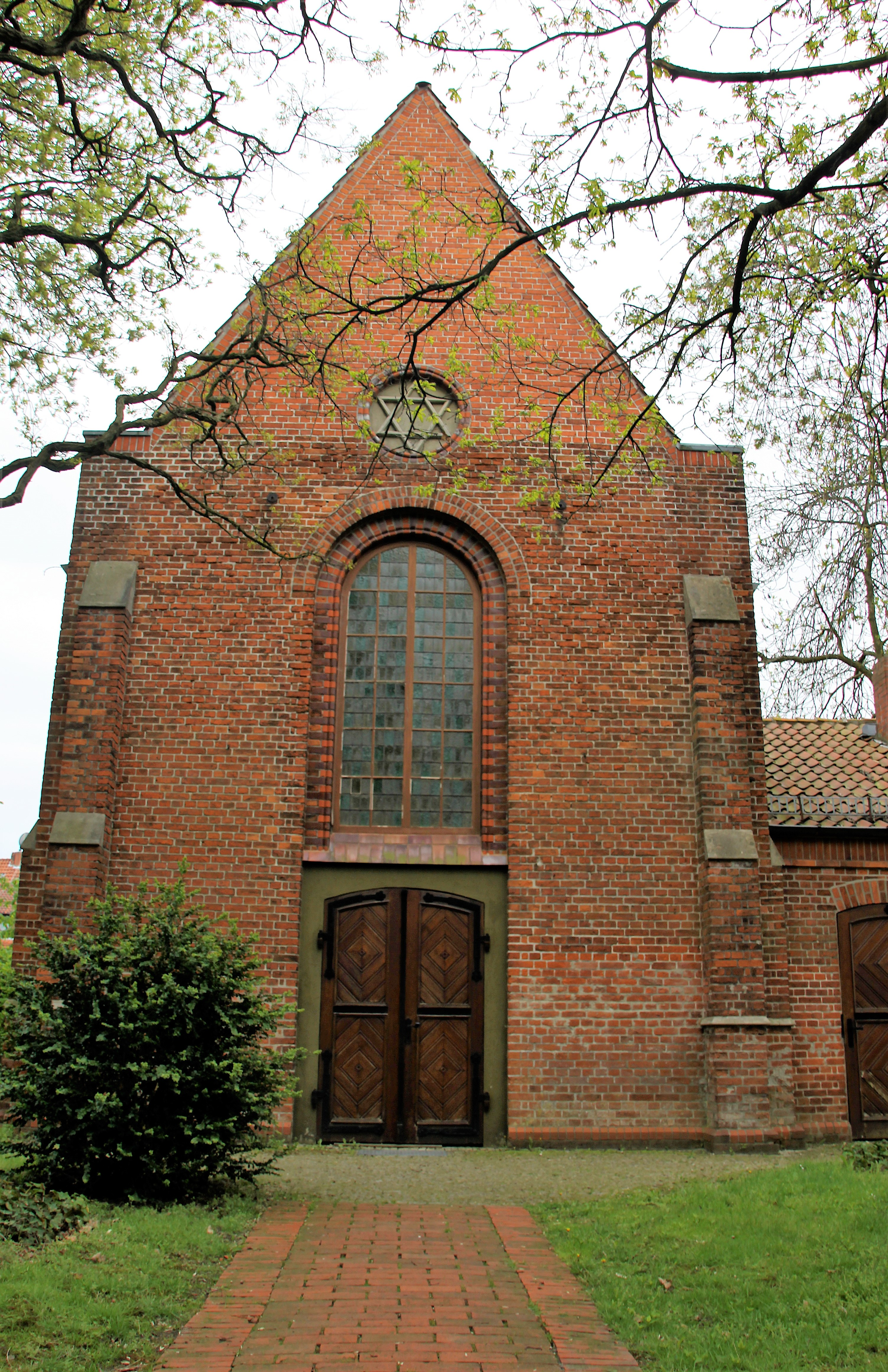
Jüdischer Friedhofskapelle

Die Straße ist zumeist mit zweigeschossigen Wohnhäusern bebaut, viele im Stil der Bremer Häuser um 1900.
Erwähnenswerte Gebäude und Anlagen
- Nr. 2 und 4: Zwei 2-gesch. Wohnhäuser  von um 1900 mit seitlichen Giebeln und Erkern als Bremer Häuser
- Nr. 13: 2-gesch. Wohnhaus als Bremer Haus
- Nr. 14 und 14a: 2-gesch. Wohnhäuser als Bremer Häuser
- Nr. 15 und 15a: 2-gesch. Wohnhäuser als Bremer Häuser
- Nr. 15b: Hier stand bis zum 22. April 1944 die Kirche St. Elisabeth, die 1931 nach Plänen von Theo Burlage erbaut wurde. Ein Wandgemälde an einer Hauswand Ecke Deichbruchstraße zeigt heute das frühere Aussehen. Sie sah der heutigen  Kirche Maria Grün (Hamburg) ähnlich.
- Nr. 38: 1-gesch. Wohnhaus
- Nr. 39 und 41: Zwei 2-gesch. Wohnhäuser als Bremer Häuser
- Nr. 40 und 42: Zwei 2-gesch. Wohnhäuser als Bremer Häuser
- Nr. 47,49 und 53: Drei 1- bis 2-gesch. Wohnhäuser als Bremer Häuser
- Nr. 62 bis 68: Vier 2-gesch. Wohnhäuser als Bremer Häuser
- Zwischen Deichbruch- und Inselstraße: Denkmalgeschützter Jüdischer Friedhof Deichbruchstraße von 1796 mit 900 Grabsteinen und verklinkerter Trauerhalle von 1952.[6][7]
- Nr. 78: 1-gesch. Haus mit Tanz- und Ballettsaal (früher Alter Ratssaal) der Impuls e.V. als anerkannte private Fach- und Berufsfachschule für Gymnastik, Tanz und Bewegungstherapie
- Nr. 80: 1-gesch. Giebelhaus mit dezenter Fassadendekoration
- Alter Postweg Nr. 24 zwischen Insel- und Drakenburger Straße: 3 Hektar großer städtischer Friedhof Hastedt von 1900 mit Kapelle von nach 1945

Gedenktafeln
- Stolpersteine für die Opfer des Nationalsozialismus gemäß der Liste der Stolpersteine in Bremen:
  - Nr. 62 für Dorothee Balmes (1889–1944), ermordet in der Heilanstalt Uchtspringe